# Diocèse de Basankusu
Le diocèse de Basankusu (Dioecesis Basankusuensis) est un territoire ecclésial de l'Église catholique suffragant de l'archidiocèse de Mbandaka-Bikoro en République démocratique du Congo.
Il comptait, en 2006, 230 331 baptisés sur 584 000 habitants, en majorité d'ethnie Mongo. Libère Pwongo Bope en est le titulaire depuis novembre 2023,.

## Territoire
Le diocèse englobe la ville de Basankusu où se trouve son siège, ainsi que le territoire de Basankusu (dans la province de l'Équateur) subdivisé en vingt paroisses.

## Historique
La mission de Basankusu est fondée en 1905 par les missionnaires de Mill Hill, dirigés par le P. Gorgonius Brandsma (1874-1935) et venus des Flandres et des Pays-Bas. Les religieuses missionnaires venues de Moorslede et les franciscaines de Saint-Antoine d'Asten-Boeden arrivent en 1926-1927.
La préfecture apostolique de Basankusu est érigée le 28 juillet 1926 par le bref Cum etiam de Pie XI, recevant son territoire du vicariat apostolique de la Nouvelle-Anvers (aujourd'hui diocèse de Lisala). Elle est toujours confiée aux missionnaires de Mill Hill. En 1929-1933, il y a 37 Pères, 7 Frères et 22 Sœurs à la mission et dans les cinq stations qui en dépendent, Bokakata, Mampoko, Baringa et Simba.
De Basankusu, les missionnaires ouvrent des stations décentralisées à Waka au bord de la Maringa (1929) et à Kodoro chez les Ngombés (1930). De Simba, où se trouvent 4 000 catholiques et 2 000 catéchumènes, ils ouvrent le poste de Yalisele (1931) et de Yamboyo (1931) à l'extrême-est.
À la veille de la Seconde Guerre mondiale, il y a 47 prêtres missionnaires et 9 Frères répartis en quinze postes.

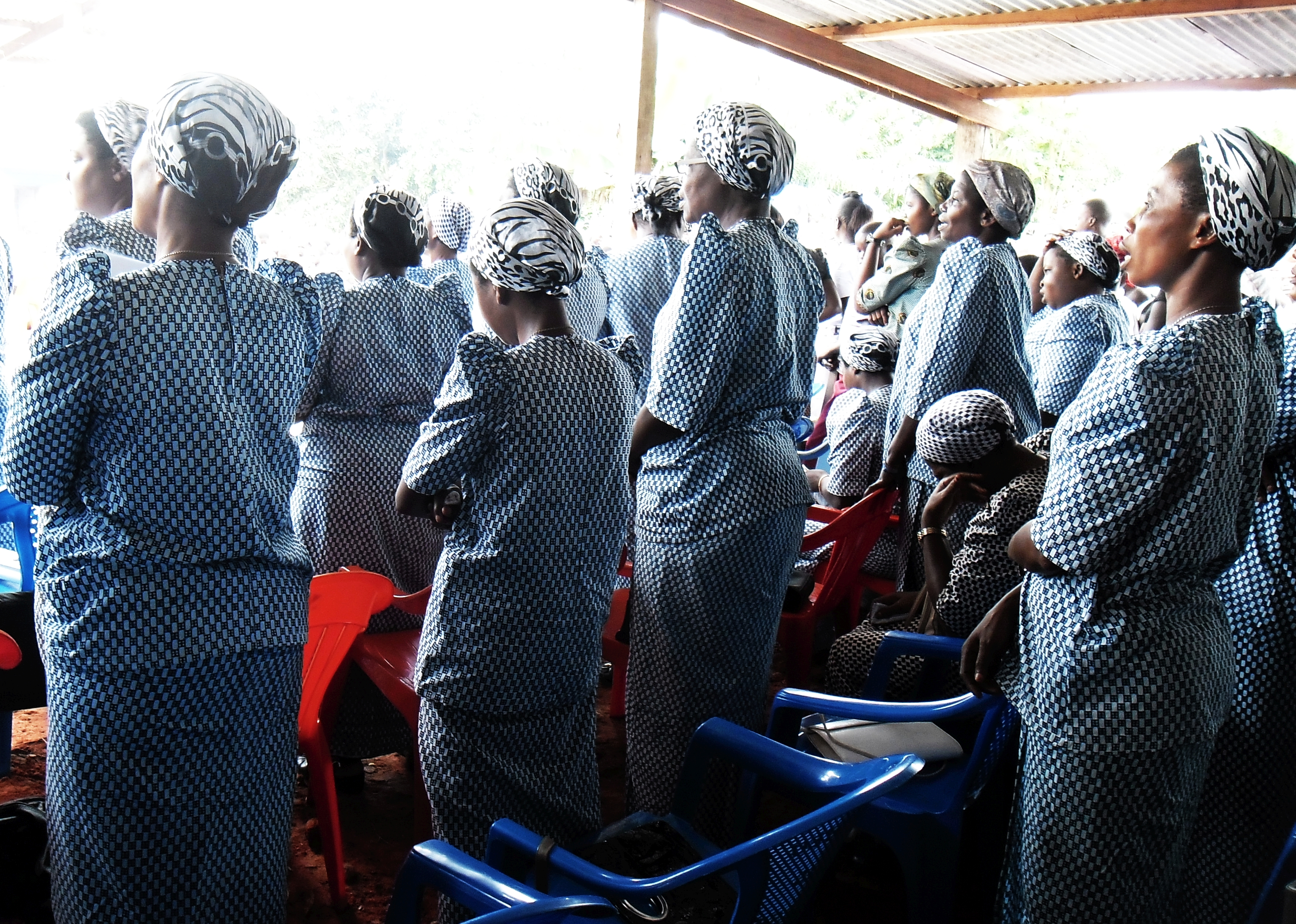
Congrégation des Sœurs thérésiennes de Basankusu

Le 8 janvier 1948, la préfecture apostolique est élevée en vicariat apostolique par la bulle Ad potioris du pape Pie XII.
Il cède le 14 juin 1951 une portion de son territoire à l'avantage de la préfecture apostolique d'Isangi (aujourd'hui diocèse).
Lorsque les missionnaires fêtent le jubilé de leur cinquantenaire dans la région, il y au vicariat apostolique 57 prêtres (dont 52 originaires des Pays-Bas), 13 Frères et 45 Sœurs. Le vicariat s'étend sur 80 000 km2 (soit deux fois les Pays-Bas) avec quatorze postes autour desquels se trouvent des stations, ainsi qu'un petit séminaire ouvert à Bonkita. Les baptisés se comptent au nombre de quarante mille.
Le premier prêtre originaire de la région est ordonné en 1955, il s'agit de Pierre Bolombo.
Le 10 novembre 1959, le vicariat apostolique est élevé au rang de diocèse par la bulla Cum parvulum du pape Jean XXIII.
Après le conflit de 1964, où trois missionnaires trouvent la mort, les religieuses sont évacuées et rentrent en Europe.
Le conflit de 1997 inaugure une nouvelle période de violences. En 1999, les partisans du Mouvement de Libération du Congo sont bien implantés dans la province et à Basankusu. Il n'y a plus que cinq missionnaires.
Au centenaire de la christianisation de la région, en 2005, le diocèse comprend 40 % de catholiques et une trentaine de prêtres congolais, plus les trois prêtres missionnaires hollandais dans leur Maison Saint-Joseph. Une trentaine de religieuses africaines, les Sœurs thérésiennes, travaillent dans le diocèse à diverses œuvres de promotion sociale.

## Liste des ordinaires

### Préfet apostolique
- Gerard Wantenaar, M.H.M. † (2 février 1927 - 8 janvier 1948), promu vicaire apostolique

### Vicaires apostoliques
- Gerard Wantenaar, M.H.M. † (8 janvier 1948 - 3 décembre 1951), décédé
- Willem van Kester, M.H.M. † (19 juin 1952 - 10 novembre 1959), promu évêque

### Évêques
- Willem van Kester, M.H.M. † (10 novembre 1959 - 18 novembre 1974)
- Ignace Matondo Kwa Nzambi, C.I.C.M. † (18 novembre 1974 - 27 juin 1998), nommé évêque de Molegbe, premier évêque d'origine congolaise
- Joseph Mokobe Ndjoku (9 novembre 2001 - 11 novembre 2023)
- Libère Pwongo Bope, à partir du 11 novembre 2023[2]

## Statistiques
- 1950: 36 872 baptisés sur 200 000 habitants (18,4 %), 42 prêtres réguliers missionnaires, 45 religieuses
- 1970: 69 183 baptisés sur 220 000 habitants (31,4 %), 42 prêtres réguliers et 5 prêtres séculiers, 50 religieux et 23 religieuses
- 1980: 91 600 baptisés sur 267 000 habitants (34,3 %), 31 prêtres réguliers et 5 prêtres séculiers, 37 religieux et 33 religieuses
- 1990: 280 609 baptisés sur 568 000 habitants (49,4 %), 24 prêtres réguliers et 13 prêtres séculiers, 39 religieux et 32 religieuses
- Après la guerre civile:
- 2003: 182 846 baptisés sur 459 046 habitants (39,8 %), 3 prêtres réguliers et 27 prêtres séculiers, 10 religieux et 30 religieuses
- 2006: 230 331 baptisés sur 584 000 habitants (39,4 %), 3 prêtres réguliers et 33 prêtres séculiers, 10 religieux et 30 religieuses

- Paroisses: 18 en 1957, 20 à partir de 1990.

| année | baptisés | population | pourcentage | prêtres(total) | prêtres réguliers | prêtres séculiers | catholiques par prêtre | religieux | religieuses | paroisses |
| ----- | -------- | ---------- | ----------- | -------------- | ----------------- | ----------------- | ---------------------- | --------- | ----------- | --------- |
| 1950  | 36 872   | 200 000    | 18,4        | 42             |                   | 42                | 877                    |           | 45          |           |
| 1957  | 47 623   | 205 000    | 23,2        | 54             | 1                 | 53                | 881                    |           | 61          | 18        |
| 1970  | 69 183   | 220 000    | 31,4        | 47             | 5                 | 42                | 1.471                  | 50        | 23          |           |
| 1980  | 91 600   | 267 000    | 34,3        | 36             | 5                 | 31                | 2.544                  | 37        | 33          |           |
| 1990  | 280 609  | 568 000    | 49,4        | 37             | 13                | 24                | 7.584                  | 39        | 32          | 20        |
| 1998  | 170 485  | 420 000    | 40,6        | 45             | 37                | 8                 | 3.788                  | 14        | 29          | 20        |
| 2003  | 182 846  | 459 046    | 39,8        | 30             | 27                | 3                 | 6.094                  | 10        | 30          | 20        |
| 2004  | 202 273  | 568 162    | 35,6        | 35             | 32                | 3                 | 5.779                  | 10        | 30          | 20        |
| 2006  | 230 331  | 584 000    | 39,4        | 36             | 33                | 3                 | 6.398                  | 10        | 31          | 20        |
| 2012  | 228 000  | 592 000    | 38,5        | 31             | 29                | 2                 | 7.354                  | 13        | 48          | 20        |
| 2015  | 246 000  | 639 000    | 38,5        | 31             | 29                | 2                 | 7.935                  | 10        | 51          | 20        |
| 2018  | 327 795  | 1 302 460  | 25,2        | 39             | 37                | 2                 | 8.405                  | 10        | 55          | 20        |
| 2020  | 200 247  | 997 230    | 20,1        | 41             | 40                | 1                 | 4.484                  | 1         | 60          | 20        |
| 2022  | 207 210  | 1 031 930  | 20,1        | 43             | 42                | 1                 | 4.818                  | 7         | 70          | 20        |